# 한강로동
한강로동(漢江路洞)은 서울특별시 용산구에 있는 행정동이다. 법정동인 한강로1가, 한강로2가, 한강로3가, 용산동3가, 용산동5가를 관할한다.

## 개요
한강로1가는 삼각지로터리를 중심으로 해서 남북으로 위치해 있으며, 이곳이 한강으로 나가는 주요한 길목이므로 붙은 이름이다. 일제강점기 제정된 ‘한강통’(漢江通)이라는 명칭을 광복 후에 고친 것이다. 원래 삼각지란 한강, 서울역, 이태원 방면으로 통하는 세모진 땅이라는 데에서 나오는 지명이지만, 현재는 원효로 방면을 합하여 사각지라고 해야만 할 것이다. 1974년 7월 20일 삼각지 고가대로가 건설되었고, 1994년에 철거되었다.
한강로2가는 속칭 신용산이라고 칭하는 지역의 일부로 한강대로와 경부선 철도의 좌우에 위치해있다. 러일전쟁의 개전과 함께 일본군이 주둔하고 기지촌이 형성되었던 곳으로 한강나루터로 나가는 평평한 사원지대(沙原地帶)로 큰물이 나면 잠기는 곳이었다.
한강로3가는 용산역을 끼고 있는 넓은 지역으로서 ‘너추네벌’이라고 불렀다. 한강대교를 건너서 서울 중심가로 들어오는 관문이다. 65번지 1호에 있었다는 조선시대의 와서(瓦署)는 관용기와 및 벽돌을 구워내는 것을 관장하는 관아였다. 따라서 ‘왜서마을’이라는 명칭도 있고 기왓골 물주들이 사는 ‘왜새안말’이라는 마을 외에 와현(瓦峴)이라는 고개 이름도 있었다. 원래 이 부근은 토질이 좋고 풍부하였기 때문에 고종 19년에 와서가 폐지된 이후에도 민간인들이 이곳에서 기와와 벽돌을 구워냈다고 한다.

## 법정동
- 한강로1가~3가
- 용산동3가
- 용산동5가

## 교육
- 서울용산초등학교
- 서울남정초등학교
- 용산공업고등학교

## 교통
- 신용산역(● 수도권 전철 4호선)
- 삼각지역(● 수도권 전철 4호선,● 서울 지하철 6호선)
- 용산역(● 수도권 전철 1호선)
- 남영역(● 수도권 전철 1호선)
- 한강대교

## 사진

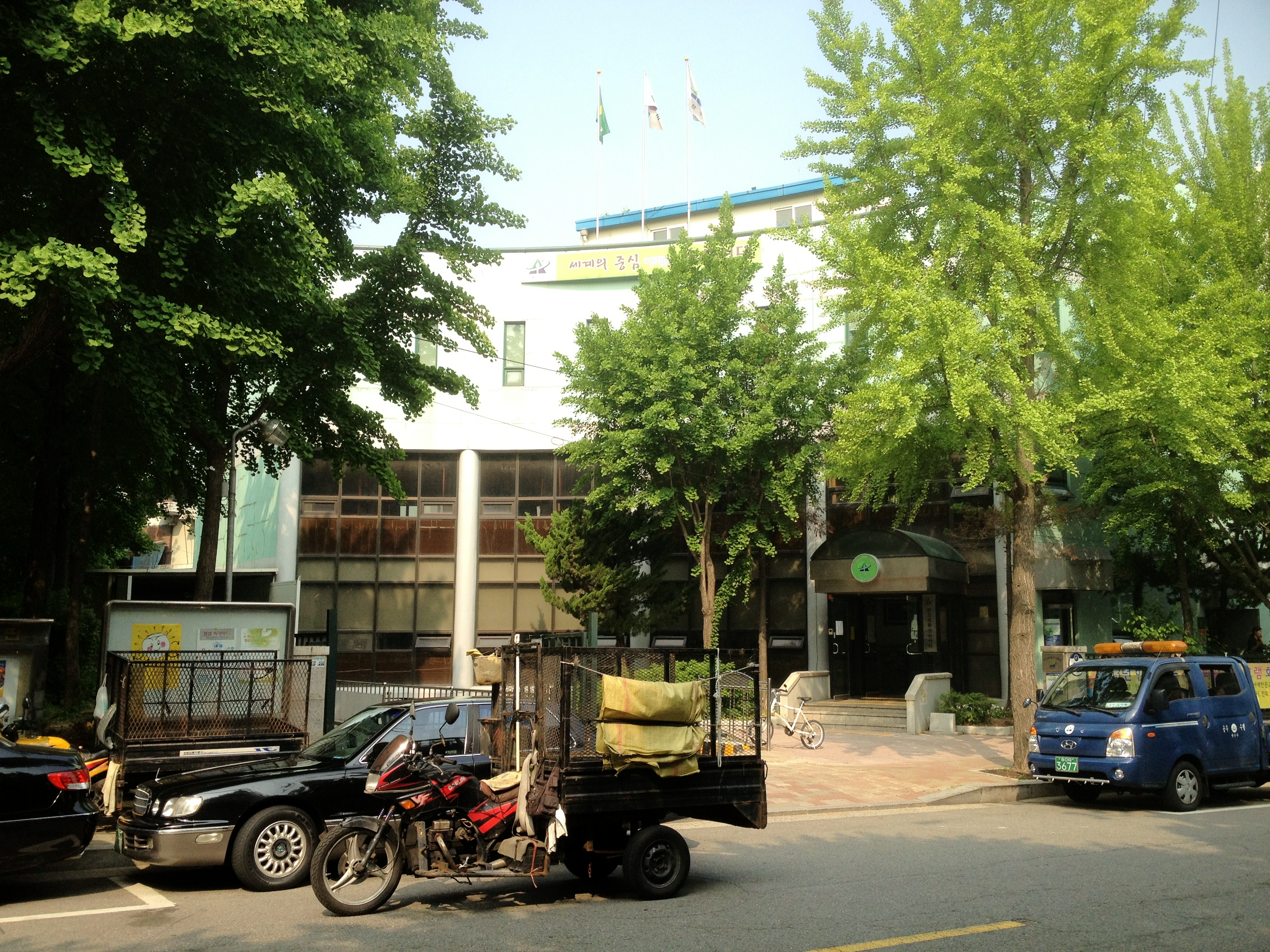
구 한강로동주민센터 (한강대로38길 28)
구 한강로동주민센터 (한강대로30길 21)

## 같이 보기
- 한강대로